# Хімічна зброя США

Емблема Хімічного корпусу армії США

Хімічна зброя США (англ. Chemical weapons of the United States) — хімічна зброя, один з видів зброї масового ураження, що перебував на озброєнні Збройних сил США. Розроблення Сполучених Штатів хімічної зброї почалося в 1917 році під час Першої світової війни зі створенням Відділу газової служби армії США і завершилася через 73 роки в 1990 році, коли країна практично прийняла Конвенцію про хімічну зброю (підписана в 1993 році; набула чинності в 1997 році). Знищення запасів хімічної зброї США завершилося в липні 2023 року. Медичний науково-дослідний інститут хімічного захисту армії США (USAMRICD) розташовується на Абердинському випробувальному полігоні, штат Меріленд.

## Історія
США були одними з держав, що брали участь у формулюваннях Гаазьких конвенцій 1899 і 1907 років, які, серед іншого, забороняли хімічну війну, але США ніколи не приєднувалися до статті, яка забороняла хімічну зброю.

### Перша світова війна
Під час Першої світової війни США створили власну установу з дослідження хімічної зброї та виробляли власні хімічні боєприпаси. Загалом американська хімічна промисловість виробила 5770 метричних тонн цієї зброї, включаючи 1400 метричних тонн фосгену та 175 метричних тонн іприту. Це становило приблизно 4 % від загального обсягу хімічної зброї, виробленої в ході цієї війни, і лише трохи більше 1 % від найефективнішої хімічної зброї той епохи, гірчичного газу. До речі, американські війська зазнали менше 6 % втрат від газу. США також створили 1-й газовий полк, який вирушив з Вашингтона і у травні 1918 року прибув на фронт. Під час перебування у Франції 1-й газовий полк у ряді атак використовував фосген.
США почали широкомасштабне виробництво вдосконаленого міхурового газу, відомого як люїзит, для використання в наступі, що планувався вищим військовим командуванням на початок 1919 року. Люїзит став значним американським внеском у арсенал хімічної зброї Першої світової війни, хоча насправді він не використовувався на полі бою Першої світової війни. Він був розроблений капітаном Вінфордом Лі Льюїсом із Служби хімічної війни США в 1917 році. Пізніше німці стверджували, що вони виготовили його в 1917 році до відкриття американцями. До перемир'я 11 листопада 1918 року завод поблизу Віллоубі, штат Огайо, виробляв щодня 10 тонн речовини, тобто загалом близько 150 тонн. Однак невідомо, який ефект мала б ця нова хімічна речовина на полі бою, оскільки вона у вологих умовах руйнується.
Після війни США були учасниками Вашингтонської конференції зі озброєнь 1922 року, на якій обговорювалося питання щодо заборони хімічної зброї, але ця спроба провалилася, оскільки її відхилила Франція. США продовжували накопичувати запаси хімічної зброї, які врешті-решт перевищили 30 000 тонн матеріалу.

### Друга світова війна
Під час Другої світової війни США чи інші союзники не застосовували хімічну зброю; однак певна кількість такої зброї була розгорнута в Європі для використання у випадку, якщо Німеччина почне хімічну війну. Принаймні одна аварія сталася з хімічною зброєю: у ніч на 2 грудня 1943 року німецькі бомбардувальники Ju 88 атакували порт Барі в Південній Італії, потопивши кілька американських суден, серед них судно типу «Ліберті» John Harvey, яке перевозило іприт. Наявність газу на його борту була строго засекреченою, і влада на берегу не знала про це, що збільшило кількість смертельних випадків, оскільки лікарі, які не підозрювали, що вони мають справу з наслідками хімічних речовин, призначали лікування, яке не відповідало постраждалим від наслідків вибуху та утоплення. Відповідно до військового звіту США, «69 смертей повністю або частково пов'язані з іпритом, більшість з них — американські торгові моряки» з 628 військових втрат від іприту були зафіксовані. Вся ця справа трималася в таємниці в той час і протягом багатьох років після війни.
Велика кількість хімічної зброї також була розгорнута в Індії, звідки її могли доставити до Японії бомбардувальники B-29. Наприкінці війни понад 50 000 іпритних бомб, 10 000 фосгенових бомб та інші хімічні боєприпаси були скинуті у глибокі води Бенгальської затоки.

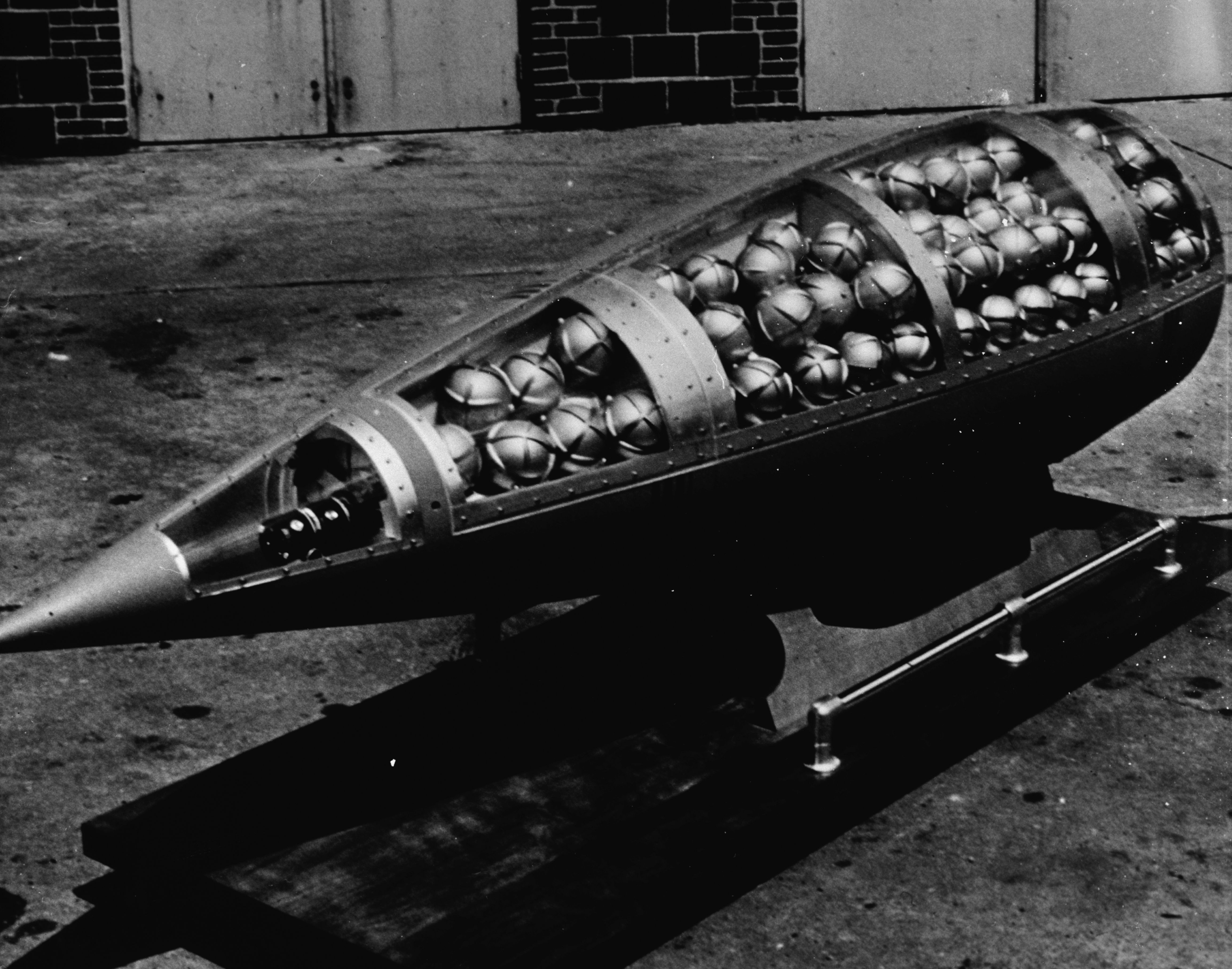
Боєголовка твердопаливної балістичної ракети MGR-1 «Онест Джон» з демонстрацією суббоєприпасів M134 з зарином (1960)

### Холодна війна

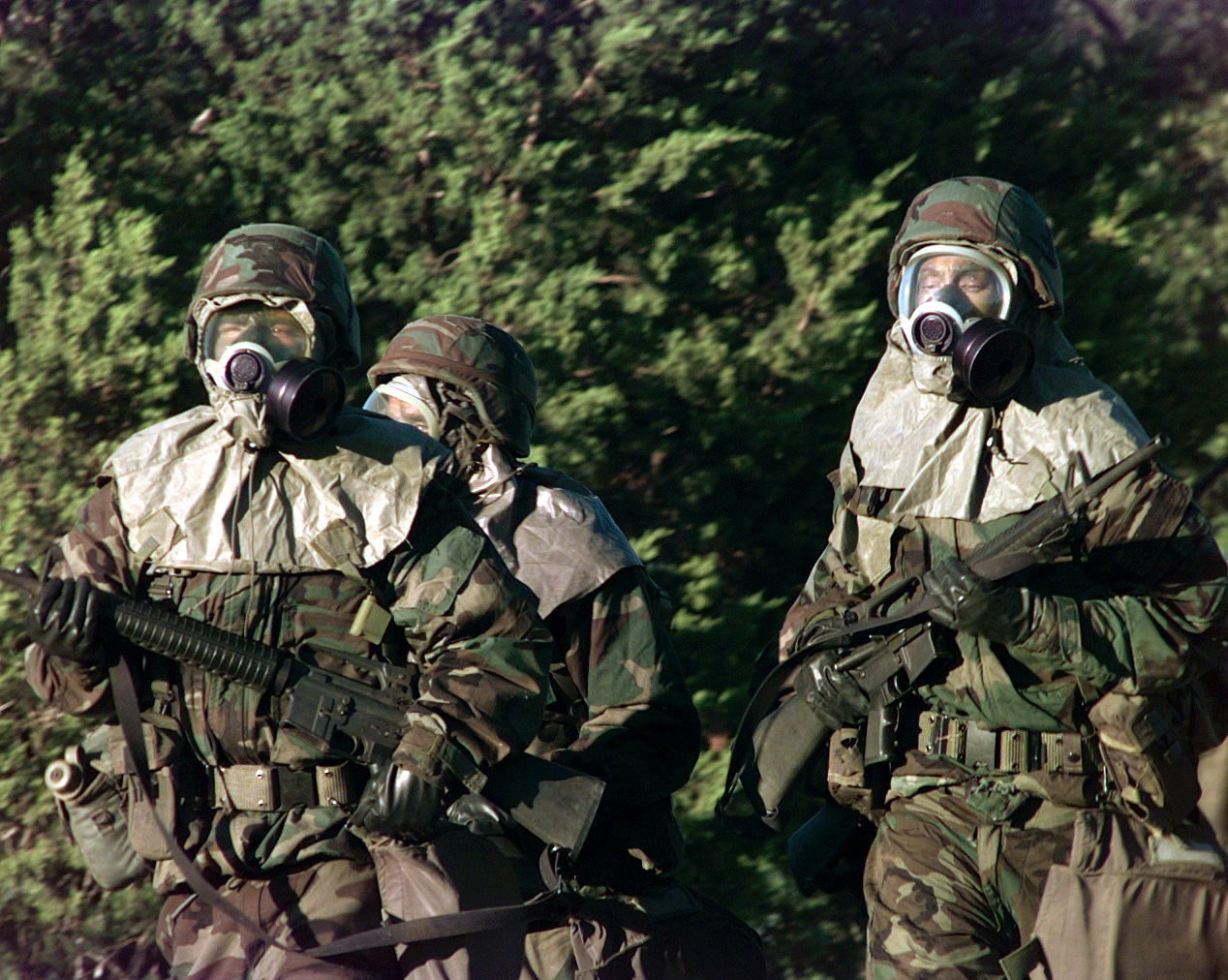
Американські військовослужбовці в повному комплекті протихімічного захисту 4-го рівня. 11 березня 1999

Після війни союзники вилучили німецькі артилерійські снаряди, що містили три нові нервово-паралітичні речовини, розроблені німцями (табун, зарин і зоман), що спонукало до подальших досліджень нервово-паралітичних речовин усіма колишніми союзниками. Тисячі американських солдатів зазнали впливу бойових хімічних речовин під час програм випробувань часів Холодної війни, а також під час нещасних випадків. У 1968 році в одному з таких нещасних випадків загинуло приблизно 6400 овець, коли нервовий агент VX вийшов з-під контролю на Дагвейському полігоні під час випробування.
США також досліджували широкий спектр можливих нелетальних, психоповедінкових хімічних речовин, результатом дії яких є втрата працездатності, включаючи психоделічні індоли, такі як діетиламід лізергінової кислоти (також експериментували, щоб побачити, чи можна його використовувати для ефективного контролю розуму) і похідні марихуани, певні транквілізатори, такі як кетамін або фентаніл, а також кілька гліколатних антихолінергічних засобів. Однією з антихолінергічних сполук, хінуклідил-3-бензилат, було присвоєно код НАТО BZ, і на початку 1960-х років вона була використана для можливого використання на полі бою. Цей агент нібито використовувався американськими військами як зброя проти повстанців під час війни у В'єтнамі, але США стверджують, що цей агент ніколи не використовувався в оперативних цілях. Північнокорейці та китайці стверджували, що збройні сили США використовували хімічну та біологічну зброю під час Корейської війни, але спростування з боку Сполучених Штатів підтверджується російськими архівними документами.
Зростаючі протести проти ролі США у війні у В'єтнамі, використання там дефоліантів і засобів боротьби з масовими заворушеннями як у Південно-Східній Азії, так і всередині США (а також підвищена турбота про навколишнє середовище) — все це поступово посилювало громадську ворожість у США щодо хімічної зброї в 1960-х роках. Три події особливо привернули увагу громадськості: інцидент із загибеллю овець у 1968 році на Дагвейському полігоні, операція «Cut Holes and Sink 'Em» (CHASE) — програма з утилізації непотрібних боєприпасів у морі — та аварія 1969 року із застосуванням зарину на Окінаві.

### Відмова від хімічної зброї
25 листопада 1969 року президент США Річард Ніксон в односторонньому порядку оголосив про відмовлення від першого застосування хімічної зброї та від усіх форм і методів ведення біологічної війни. Він видав односторонній указ про припинення виробництва та транспортування хімічної зброї, який і досі залишається в силі. З 1967 по 1970 рік під час операції «CHASE» США знищили хімічну зброю, потопивши навантажені зброєю кораблі в глибинах Атлантики. В 1970-х роках США почали досліджувати безпечніші методи утилізації хімічної зброї, знищивши кілька тисяч тонн іприту шляхом спалювання в Арсеналі Рокі-Маунтін і майже 4200 тонн нервово-паралітичної речовини шляхом хімічної нейтралізації на армійському складі в Туела та на арсеналі Рокі-Маунтін.
У 1975 році США приєдналися до Женевського протоколу, одночасно з ратифікацією Конвенції про біологічну зброю. Це був перший чинний міжнародний договір щодо хімічної зброї, стороною якого стали США.
У травні 1991 року президент Джордж Буш-старший в односторонньому порядку зобов'язав Сполучені Штати знищити всю хімічну зброю та відмовився від права на застосування хімічної зброї у відповідь. У 1993 році США підписали Конвенцію про заборону хімічної зброї, яка вимагала знищити всю хімічну зброю, системи розсіювання та потужності з виробництва хімічної зброї до квітня 2012 року. У 1997 році США офіційно погодилися знищити свої запаси, ратифікувавши Конвенцію про хімічну зброю.

### Знешкодження хімічної зброї
Утилізація хімічних боєприпасів була завершена на семи з дев'яти хімічних складів США (скорочення запасів на 89,75 % до 2012 року).
У той час, коли Конвенція про хімічну зброю набула чинності, США зберігали свою хімічну зброю на восьми об'єктах армії США в континентальній частині держави. Запаси зберігалися в зонах відчуження на наступних об'єктах Міністерства армії (наведені відсотки відображають кількість за вагою):
- армійський склад Туела (TEAD), Юта (42,3 % від загального запасу)
- Арсенал Пайн-Блафф (PBA), Арканзас (12 %)
- хімічне депо Юматілла (UMDA), Орегон (11,6 %)
- хімічне депо Пуебло (PCD), Колорадо (9,9 %)
- армійський склад Енністон (ANAD), Алабама (7,1 %)
- Абердинський випробувальний полігон (APG), Меріленд (5 %)
- армійський склад Ньюпорт (NAAP), Індіана (3,9 %)
- армійський склад Блю-Грасс (BGAD), Кентуккі (1,6 %).

Решта 6,6 % розташовані на атолі Джонстон у Тихому океані.
Запаси були ліквідовані на атолі Джонстон, в Абердині, Ньюпорті, Юматіллі, Пайн-Блафф, Туелі та Енністоні. Ліквідацію запасів Пуебло та Блю-Грасс планувалося завершити відповідно до договору Конвенції про хімічну зброю до 30 вересня 2023 року. Запаси в Пуебло було знищено в червні 2023 року, а в липні 2023 року Президент Джо Байден оголосив, що армійський склад Блю-Грасс ліквідував свої запаси, що зберігалися десятиліттями, завершивши розпочаті в 1997 році зусилля по позбавленню світу від хімічної зброї. Публічне право США вимагало знищити запаси до 31 грудня 2023 року.